# Hlidantus
Hlidantus (lat. Chlidanthus), rod lukovićastih geofita, mirisnih trajnica iz prodice zvanikovki. Postoje četiri vrste koje rastu na području Bolivije, Perua i Argentine.

## Vrste
1. Chlidanthus boliviensis Traub & I.S.Nelson
2. Chlidanthus fragrans Herb.
3. Chlidanthus soratensis (Baker) Ravenna
4. Chlidanthus yaviensis (Ravenna) Ravenna